# 1936년 동계 올림픽 룩셈부르크 선수단
1936년 동계 올림픽 룩셈부르크 선수단은 독일 가르미슈파르텐키르헨에서 개최된 1936년 동계 올림픽에 참가한 올림픽 룩셈부르크 선수단이다. 4명의 선수가 2개 종목에 참가하였다.

### 봅슬레이
| 선수                          | 세부 종목  | 1차 시기 | 1차 시기 | 2차 시기 | 2차 시기 | 3차 시기 | 3차 시기 | 4차 시기 | 4차 시기 | 합계    | 합계 |
| 선수                          | 세부 종목  | 기록     | 순위     | 기록     | 순위     | 기록     | 순위     | 기록     | 순위     | 기록    | 순위 |
| 라오울 베크베커 게자 베르타임 | 남자 2인승 | 1:45.41  | 23       | 1:33.95  | 23       | 1:35.96  | 22       | 1:37.47  | 22       | 6:32.79 | 22   |
| 헨리 코흐 구스타프 바그너     | 남자 2인승 | 1:42.02  | 22       | 1:31.91  | 21       | 1:29.76  | 12       | DNF      | –        | DNF     | –    |

## 알파인 스키

### 남자
| 선수            | 종목 | 활강 | 활강 | 회전    | 회전    | 회전 | 총계    | 총계 |
| 선수            | 종목 | 기록 | 순위 | 1차시기 | 2차시기 | 순위 | 총 점수 | 순위 |
| --------------- | ---- | ---- | ---- | ------- | ------- | ---- | ------- | ---- |
| 라오울 베크베커 | 복합 | DNF  | –    | –       | –       | –    | DNF     | –    |

## 참고 자료
- (독일어) (ed.) Peter von le Fort (1936). 《IV. Olympische Winterspiele 1936 Amtlicher Bericht》 (PDF). Reichssportverlag. 2007년 8월 9일에 원본 문서 (PDF)에서 보존된 문서. 2008년 6월 10일에 확인함.
- (영어) “Olympic Medal Winners”. 국제 올림픽 위원회. 2008년 6월 10일에 확인함.
- (영어) “Luxembourg at the 1936 Garmisch-Partenkirchen Winter Games”. sports-reference.com. 2009년 3월 2일에 원본 문서에서 보존된 문서. 2012년 2월 16일에 확인함.